# Saint-Sulpice-et-Cameyrac
Saint-Sulpice-et-Cameyrac là một xã trong tỉnh Gironde, thuộc vùng hành chính Aquitanien của nước Pháp, có dân số là 3932 người (thời điểm 1999). Xã nằm giữa thành phố Bordeaux và Libourne, trong vùng Entre-Deux-Mers.

## Nhân khẩu học
| 1962  | 1968  | 1975  | 1982  | 1990  | 1999  |
| ----- | ----- | ----- | ----- | ----- | ----- |
| 1 142 | 1 406 | 1 936 | 3 215 | 3 520 | 3 932 |